# バーリントン (オンタリオ州)
バーリントン（英: Burlington）は、カナダのオンタリオ州南部の都市。人口は19万4175人（2022年）。ハルトン地域南部のオンタリオ湖岸にあり、オークビルの西隣に位置する。
グレータートロントエリア(GTA)の一部であるが、ハミルトンとも近いため、両都市のベッドタウンとして発展している。

## 交通
北東方面のトロント、南西方面のロンドン、ウィンザー、南東方面のハミルトン、ナイアガラフォールズを結ぶ交通の要所であり、高速道路によりそれらの地域と結ばれている。
鉄道に関しては、VIA鉄道により同じくトロント、ロンドン、ナイアガラフォールズと結ばれている他、GOトランジットのレイクショア・ウェスト線によりトロントおよびハミルトンと結ばれている。

## 大学
現在のところバーリントンには総合大学は無いが、 ハミルトンにあるマックマスター大学がキャンパスの一つをバーリントンに建設する計画が進められている。